# 원피스 (드라마)
《원피스》(영어: One Piece)는 넷플릭스에서 2023년 8월 31일부터 방영된 미국의 모험, 판타지 드라마이다. 일본의 만화가 오다 에이치로가 그린 동명의 만화를 실사화한 작품이다.

## 출연진

### 주역
- 이냐키 고도이/콜턴 오소리오(아역) - 몽키 D. 루피 역
- 마켄유/맥시밀리언 리 피아차(아역) - 롤로노아 조로 역
- 에밀리 러드/릴리 피셔(아역) - 나미 역
- 제이컵 로메로 깁슨/케빈 사울라(아역) - 우솝 역
- 태즈 스카일러/크리스천 콘베리(아역) - 상디 역
- 빈센트 리건 - 몽키 D. 가프 역
- 제프 워드 - 광대 버기 역
- 모건 데이비스 - 코비 역
- 미케일라 후버 - 토니토니 쵸파 역

### 조역

#### 시즌1
- 피터 개디오 - 샹크스 역
- 타메르 부르자크 - 히그마 역
- 캐슬린 스티븐스 - 마키노 역
- 일리아 이소렐리스 파울리노 - 알비다 역
- 에이든 스콧 - 헤르메포 역
- 랭글리 커크우드 - 도끼손 모건 대령 역
- 아르만트 오캄프 - 보가드 역
- 스벤 뢰이흐록 - 캐버디 역
- 설레스트 루츠 - 카야 역
- 알렉산더 매니아티스 - 크로 / 클래하들 역
- 비앙카 오스트회이전 - 샴 역
- 앨버트 프리토리어스 - 부치 역
- 브렛 윌리엄스 - 메리 역
- 오드리 시몬 - 쿠이나 역
- 샨테이 그레인저 - 반기나 역
- 크레이그 페어브래스 - 제프 역
- 밀턴 쇼어 - 돈 크리크 역
- 스티븐 워드 - 쥬라큘 미호크 역
- 매킨리 벨처 3세 - 아론 역
- 치오마 우메알라 - 노지코 역
- 그랜트 로스 - 겐조 역
- 제나 갤러웨이 - 벨메일 역
- 리처드 라이트퍼스 - 웃카리 역
- 장드레 르루 - 쿠로오비 역
- 렌배리 사이먼스 - 츄 역
- 로리 액턴버넬 - 네즈미 대령 역
- 스테벌 마크 - 야솝 역
- 은틀란라 모건 쿠투 - 럭키 루 역
- 라우도 리번베르흐 - 벤 베크맨 역
- 마이클 도먼 - 골드 로저 역
- 이언 맥셰인 - 내레이션

#### 시즌 2
- 캘럼 커/매슈 렉(아역) - 스모커 역
- 줄리아 레이월드 - 타시기 역
- 제임스 히로유키 랴오 - 잇폰마츠 역
- 리고 산체스 - 드래곤 역
- 클라이브 러셀 - 크로커스 역
- 대니얼 래스커 - 미스터 나인 역
- 차리트라 찬드란 - 미스 웬즈데이 역
- 욘다 토머스 - 이가람 역
- 캠러스 존슨 - 미스터 파이브 역
- 재저라 재슬린 - 미스 밸런타인 역
- 레라 아보바 - 미스 올 선데이 역
- 브렌던 머리 - 브로기 역
- 베르너 쿠처 - 도리 역
- 데이비드 더스트몰치언 - 미스터 스리 역
- 소피아 앤 커루소 - 미스 골든위크 역
- 롭 콜레티 - 와포루 역
- 마크 펜윌 - 체스 역
- 앤턴 데이비드 제프타 - KM 역
- 타이 키오 - 돌턴 역
- 케이티 서갈 - 닥터 쿠레하 역
- 마크 허렐릭 - 닥터 히루루크 역
- 센딜 라마머시 - 네페르타리 코브라 역
- 조 맹거넬로 - 미스터 제로 역

- 서현기 콜턴 오소리오(아역) - 몽키 D. 루피 (이냐키 고도이)

- 배도환 맥시밀리언 리 피아차(아역) - 롤로노아 조로 역 (마켄유)
- 소연 (1) 이현주 (2) 릴리 피셔(아역) - 나미 역 (에밀리 러드)
- 최승훈 케빈 사울라(아역) - 우솝 역 (제이컵 로메로 깁슨)
- 이민규 크리스천 콘베리(아역) - 상디 역 (태즈 스카일러)
- 이인성 - 몽키 D. 가프 역 (빈센트 리건)
- 손원일 - 광대 버기 역 (제프 워드)
- 송경의 - 코비 역 (모건 데이비스)
- 정유미 (KBC) 전진아 (넷플릭스) - 토니토니 쵸파 역 (미케일라 후버)

## 에피소드 목록
모든 에피소드는 2023년 8월 31일에 공개되었다.
| 회차 | 제목                                                       | 감독            | 각본                                                             | 분량 |
| ---- | ---------------------------------------------------------- | --------------- | ---------------------------------------------------------------- | ---- |
| 1    | "동터오는 모험 시대" "Mirror Faces"                        | 마크 좁스트     | 맷 오언스, 스티븐 마에다                                         | 64분 |
| 2    | "바로 이 사나이 '밀짚모자 루피'" "Paper Tiger"             | 마크 좁스트     | 이언 스토크스                                                    | 55분 |
| 3    | "아무 말도 하지 마라" "Tell No Tales"                      | 에마 설리번     | 맷 오언스, 다마니 존슨                                           | 58분 |
| 4    | "해적이 온다" "The Pirates Are Coming"                     | 에마 설리번     | 티퍼니 그레슐러, 톰 하인드먼                                     | 63분 |
| 5    | "바라티에에서 밥을 먹자!" "Eat at Baratie!"                | 팀 서덤         | 로라 재크민                                                      | 51분 |
| 6    | "주방장과 잡일꾼" "The Chef and the Chore Boy"             | 팀 서덤         | 스티븐 마에다, 디에고 구티에레스                                 | 54분 |
| 7    | "톱상어 문신을 한 소녀" "The Girl with the Sawfish Tattoo" | 조지프 블라디카 | 티퍼니 그레슐러, 이언 스토크스, 앨리슨 와인트라우브, 린지 겔팬드 | 58분 |
| 8    | "동쪽 제일의 악당" "Worst in the East"                     | 조지프 블라디카 | 맷 오언스, 스티븐 마에다                                         | 49분 |